# Fredrik Correa
Fredrik Correa, född 8 februari 1977, är en svensk entreprenör inom styrketräning och styrkelyftare.
Han är VD och medgrundare av träningsföretaget Exxentric sedan 2011, som har fått kunder i 60 länder och vunnit flera utmärkelser för svenska tillväxtföretag. Sedan 2018 har han tävlat som veteran i klassisk styrkelyft, och slutat 1:a på SM 2022, 2023 och 2024 och tidigare 3:a–5:a i europeiska och världsmästerskap. Han är även en frekvent poddgäst och föreläsare i Europa och Amerika inom styrketräning.
Fredrik Correa har en bakgrund som läkare från Karolinska Institutet i Stockholm med inriktning mot dermatologi. Innan dess var han juniortränare inom ishockey och tog en kandidatexamen i idrottsvetenskap vid Gymnastik- och idrottshögskolan.